# Benin Eden TV
Bénin Eden TV est une chaîne de télévision privée d'information béninoise. La chaîne émet depuis le quartier Golo-Djigbé, commune d'Abomey-Calavi dans le département de l'Atlantique. Elle présente ses programmes en français, en fongbé, en Aïzo'.

## Histoire
En 2013, dans le cadre de l'attribution de nouvelles fréquences aux chaînes de télévisions et radios lancée par la haute autorité de l'audiovisuel et de la communication (HAAC), plusieurs promoteurs et hommes d'affaires profitent de l'initiative pour obtenir des licences. À l’époque Benin Eden TV et Diaspora FM fit partie des 51 soumissionnaires dont les dossiers d'appel à candidature furent dépouillés le 31 janvier 2013.
Benin Eden TV émet actuellement depuis la Fondation Espace CIEVERA à Abomey-Calavi, une commune du Bénin situé dans le département de l'Atlantique,,.

## Programmes
La chaîne diffuse des programmes 24h sur 24 et Sept jours sur 7 à travers plusieurs émissions.

### Slogan
Eden TV a pour slogan: Le bonheur d’être à vous.

### Émissions
- JT en français
- JT en fon
- JT en Aïzo
- Gblagada
- Revue de presse
- Convaincs-moi
- Forum des pédactions
- Santé plus
- C’est mon quartier

## Diffusion
La chaîne fourni une gamme et variée d’émission sur la culture, l'actualité et le sport. Elle émet sur la fréquence analogique de 719.25MHz en bande UHF avec un système de son BG. Benin Eden TV est également accessible via le satellite EO33: EutelSat 33A/10805 Mhz, symbole rate 30.001 avec la polarisation verticale.

## Polémiques
Bénin Eden TV a connu plusieurs sanctions ayant souvent conduit sa fermeture temporaire. Ainsi, en novembre 2016, la chaîne en plus de six chaînes de télévision béninoises sont fermées pour violation présumée des conventions signées avec la Haute Autorité de l’audiovisuel et de la communication.
Les chaînes concernées sont Eden TV, Sikka TV, E-télé, Unafrica TV, La Béninoise TV, Radio soleil Fm et La Chrétienne TV. Plus tard, cette mesure sera levée par la plénière des neuf conseillers membres de la Haac le 26 janvier 2017,,,,.

## Feuilletons diffusés
- La fille du jardinier

- Abîme de la Passion (Abismo de Pasion) diffusée puis rediffusée entre le 15 Octobre 2021 au 06 Janvier 2023

- Eva Luna

- La reine du sud (La reina del sur) (S1) diffusée puis rediffusée actuellement à l'antenne

- Sacrifice de femme (Sacrificio de Mujer) diffusée en 2020-2021

- Maria la del barrio diffusée entre le 25 Janvier au 14 Octobre 2021

- Rosalinda diffusée entre le 09 Janvier au 15 Septembre 2023

- Les Trois Visages d'Ana (Tres Veces Ana) diffusée actuellement à l'antenne depuis le 25 Septembre 2023